# Sauset (Droma)
Sauset (en francès Sauzet) és un municipi francès situat al departament de la Droma i a la regió d'Alvèrnia-Roine-Alps. El 2021 tenia 1.825 habitants.